# Pigge
Pigge è una frazione del comune di Trevi, in provincia di Perugia.
Il paese (297 m s.l.m.) è immerso in un vasto bosco di olivi di circa 50.000 piante, che ricopre tutta la fascia pedemontana del monte Serano (1.426 m), tra i 300 ed i 600 m s.l.m. Secondo i dati del censimento Istat 2001 è abitato da 463 residenti.

## Storia
Il curioso nome sembra derivare dal latino Pons Lapideus, ponte di pietra, poi corrotto in Lapideus, Lapigge, La Pigge e, infine, Pigge. In effetti, nei pressi si trovava un antico ponte in muratura (a differenza degli altri che erano generalmente in legno) che attraversava il fiume Clitunno; su di esso passava (e passa tuttora) la strada che congiunge Trevi alla località di Torre di Azzano. Addirittura Plinio cita, in una sua opera, un ponte che delimitava le sacre sorgenti del Clitunno, verso sud, dalla parte a nord, considerata profana.
All'inizio del XIII secolo il paese apparteneva al Ducato di Spoleto, ma tornò poco dopo a Trevi.
Un fatto curioso avvenne nel XIX secolo, quando il mons. Andrea conte Pila Carocci trasformò la sua casa di campagna in un castello merlato, con tanto di torre, orologio e finti cannoni sugli spalt. Durante la seconda guerra mondiale la casa venne fatta saltare in aria dalle truppe tedesche in ritirata, dopo essere stata occupata dalle stesse a seguito dell'armistizio del 1943.

## Economia e manifestazioni
L'economia si basa, fondamentalmente, sulla coltivazione dell'olivo e sulla trasformazione delle drupe in olio.

## Monumenti e luoghi d'arte
- La Chiesa Tonda (1585), intitolata originariamente a S. Maria del Ponte, sorge sulla via Flaminia in prossimità della zona ove si trovava l'antico ponte. All'interno si conserva una tela rappresentante la Pietà;
- Chiesa di S. Bernardino da Siena (XVI secolo), una volta parrocchiale, adagiata tra gli olivi.
- Eremo di S. Marco, il luogo ove abitò a lungo il beato Ventura da Trevi verso la fine del XII secolo.

## Sport

### Associazioni sportive
- La Pigge Calcio